# Nexus Gothanus
De Nexus Gothanus was de benaming voor de territoriale soevereiniteit (Duits: Landeshoheit) van het hertogdom Saksen-Gotha-Altenburg over de hertogdommen Saksen-Römhild, Saksen-Eisenberg, Saksen-Hildburghausen en Saksen-Saalfeld tussen 1680 en 1805. De via de Nexus verbonden hertogdommen lagen in Thüringen, een van de meest versnipperde gebieden van het Heilige Roomse Rijk.
De Nexus Gothanus ontstond in 1680 door de ongelijke verdeling van het hertogdom Saksen-Gotha onder de zeven zonen van Ernst I de Vrome. De drie oudste zoons, Frederik (Gotha-Altenburg), Albrecht (Coburg) en Bernhard (Meiningen) kregen hun deel als zelfstandig hertogdom toegewezen. Hendrik (Römhild), Christiaan (Eisenberg), Ernst II (Hildburghausen) en Johan Ernst (Saalfeld) kregen wel eigen gebieden en mochten een eigen hofhouding voeren, maar bleven wat betreft wetgeving, belasting- en muntrechten onderworpen aan Saksen-Gotha-Altenburg. De hertogdommen van de vier jongere broers hadden geen stemrecht op de Rijksdag en waren niet vertegenwoordigd in de Opper-Saksische Kreits. 
De regeling leidde van het begin af aan tot conflicten tussen de achtergestelde linies en de oudste linie in Saksen-Gotha-Altenburg. Vooral de linies Saksen-Saalfeld en Saksen-Hildburghausen probeerden zelfstandigheid en een eigen stem op de Rijksdag te verkrijgen. Toen tussen 1699 en 1710 de linies in Saksen-Coburg, Saksen-Eisenberg en Saksen-Römhild uitstierven, raakte het conflict over zelfstandigheid verstrengeld met de strijd over de erfopvolging. Vooral de erfenis van het hertogdom Saksen-Coburg werd betwist, omdat met Coburg een stem in de Rijksdag verbonden was. Op 10 april 1702 sloten Frederik II van Saksen-Gotha-Altenburg en Ernst II van Saksen-Hildburghausen het Liberationsrezess waardoor Saksen-Hilburghausen uit de Nexus werd losgemaakt. In 1735 deed de Rijkshofraad uitspraak over de opvolging in Saksen-Coburg, dat bijna geheel aan Saksen-Saalfeld kwam. Het nieuwe hertogdom Saksen-Coburg-Saalfeld was echter niet geheel onafhankelijk van Saksen-Gotha-Altenburg, omdat de Saalfeldse gebieden deel uit bleven maken van de Nexus Gothanus. Pas in 1805, een jaar voor de ontbinding van het Heilige Roomse Rijk, zag de hertog van Saksen-Gotha-Altenburg af van zijn rechten over het gebied.